# Boris Pasternak
Boris Leonidovitch Pasternak (em russo:  Борис Леонидович Пастернак; Moscou, Império Russo, 10 de fevereiro de 1890 — Peredelkino, União Soviética, 30 de maio de 1960) foi um poeta e romancista russo.

## Biografia
Nasceu em Moscou, em 10 de fevereiro, em 1890, em uma rica família judia assimilada. Filho de um professor de pintura e de uma pianista, teve uma juventude em uma atmosfera cosmopolita. A família alegou ser descendente da linhagem paterna de Isaac Abrabanel, o famoso tesoureiro judeu sefardita do século XV em Portugal. Estudou filosofia na Alemanha e retornou a Moscou em 1914, ano em que publicou sua primeira coleção de poesias. Primeiramente próximo do futurismo russo, é principalmente como poeta que Pasternak se tornou conhecido na Rússia.
Durante a Primeira Guerra Mundial ele ensina e trabalha em uma usina química dos Urais, o que lhe deu matéria para a sua famosa saga Doutor Jivago anos mais tarde.
Pasternak caiu em desgraça com as autoridades soviéticas durante os anos 1930; acusado de subjetivismo, ele conseguiu, no entanto, não ser enviado a um Gulag.
Foi-lhe atribuído o Nobel de Literatura de 1958, mas ele não foi autorizado a recebê-lo por razões políticas.
Na Rússia, é mais conhecido como poeta do que romancista, em virtude de o livro Dr. Jivago não ter feito sucesso na antiga União Soviética por motivos políticos. É interessante observar, no entanto, que o personagem principal, homônimo ao livro, é, justamente, um poeta que tem problemas com as autoridades soviéticas, embora simpatizante da causa dos deserdados. O Dr. Jivago, é possível afirmar, é um alter-ego do poeta Pasternak.
Até o momento de sua morte por um câncer de pulmão em 1960, a campanha contra Pasternak foi severamente criticada com a credibilidade internacional da URSS. Ele continua sendo uma figura importante na literatura russa ainda hoje. Além disso, as táticas desenvolvidas por Pasternak foram mais tarde continuadas, ampliadas e aperfeiçoadas por Aleksandr Solzhenitsyn e outros dissidentes soviéticos.

## Primeiros Anos

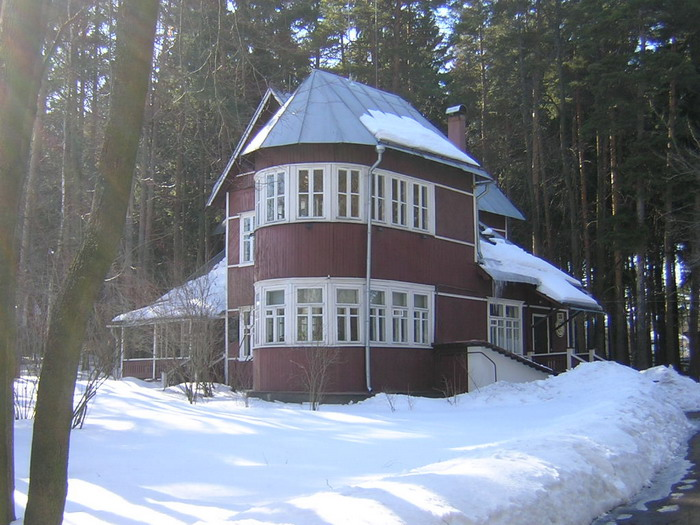
Datcha de Boris Pasternak in Peredelkino perto de Moscovo

Pasternak nasceu em Moscou em 10 de Fevereiro, (gregoriano), 1890 (Juliano 29 de janeiro) em uma rica família judia ucraniana. Seu pai era o pintor pós-impressionista, Leonid Pasternak, professor da Escola de Pintura, Escultura e Arquitetura de Moscovo. Sua mãe era Rosa Kaufman, uma pianista de concertos e filha do industrial Isadore Kaufman, natural de Odessa. Sua família nascida em Moscou mas tendo parentes por vários países, inclusive nos EUA, Brasil e Argentina, embora não teve muito contato com os mesmos por motivo da Primeira Guerra Mundial. Pasternak tinha um irmão mais novo, Alex, e duas irmãs, Lydia e Josephine. Em uma carta de 1959 a Jacqueline de Proyart, Pasternak recordou,
"Eu fui batizado quando criança por minha babá, mas por causa das restrições impostas aos judeus, particularmente no caso de uma família que foi isenta deles e desfrutou de uma certa reputação em vista da posição de meu pai como artista, havia algo um pouco complicado sobre isso, e ele sempre foi como um meio-discreto e íntimo, uma fonte de inspiração rara e excepcional em vez de ser com calma um dado adquirido. Creio que esta é a raiz da minha distinção, mais intensamente de todos minha mente foi ocupada pelo cristianismo nos anos 1910-12, quando os principais fundamentos desta distinção - a minha maneira de ver as coisas, o mundo, a vida - foram tomando forma..."
Logo após seu nascimento, os pais de Pasternak se juntaram ao Movimento tolstoiano. O novelista Leo Tolstói era um amigo próximo da família, como lembrou Pasternak, "meu pai ilustrava seus livros, fui vê-lo, o reverenciava, e... a casa inteira estava imbuída de seu espírito".
"Minha imaginação infantil foi atingida pela visão de um condutor de trem em seu uniforme ferroviário formal, de pé esperando na porta da cozinha, como se estivesse de pé sobre uma plataforma ferroviária na porta de um compartimento que estava prestes a sair da estação. O marceneiro estava fervendo no fogão. As ilustrações foram apressadamente limpas e secas, fixas, coladas em pedaços de papelão, enroladas, amarradas. As parcelas, uma vez prontas, foram seladas com lacre e entregues ao condutor".

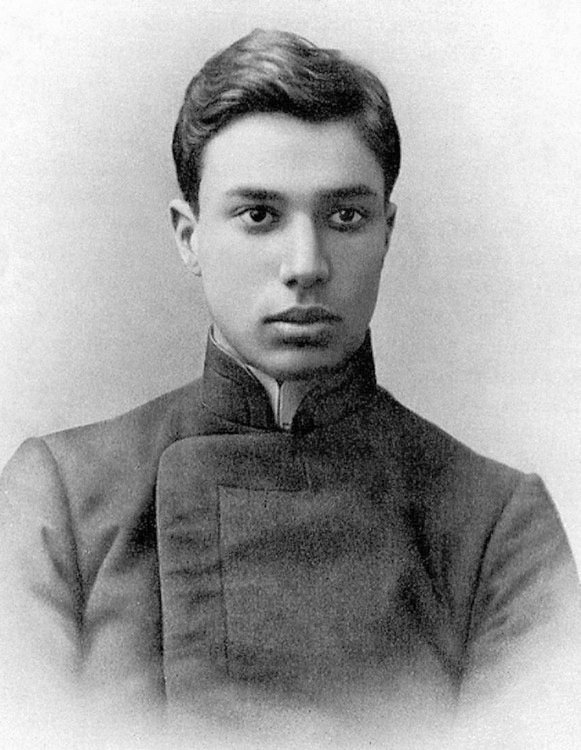
Pasternak em 1908.

Segundo Max Hayward, "Em novembro de 1910, quando Tolstói fugiu de sua casa e morreu em casa do chefe da estação de Astapovo, Leonid Pasternak foi informado por telegrama e ele foi para lá imediatamente, levando seu filho Boris com ele, e fez um desenho de Tolstói em seu leito de morte".
Os visitantes regulares na casa dos Pasternak também incluíam Sergei Rachmaninoff, Alexander Scriabin, Lev Shestov e Rainer Maria Rilke. Pasternak aspirava primeiro a ser músico. Inspirado por Scriabin, Pasternak brevemente era um estudante no Conservatório de Moscou. Em 1910, ele foi abruptamente para a Universidade alemã de Marburgo, onde estudou com os filósofos neokantianos Hermann Cohen, Nicolai Hartmann e Paul Natorp.

## SobreDoutor Jivago

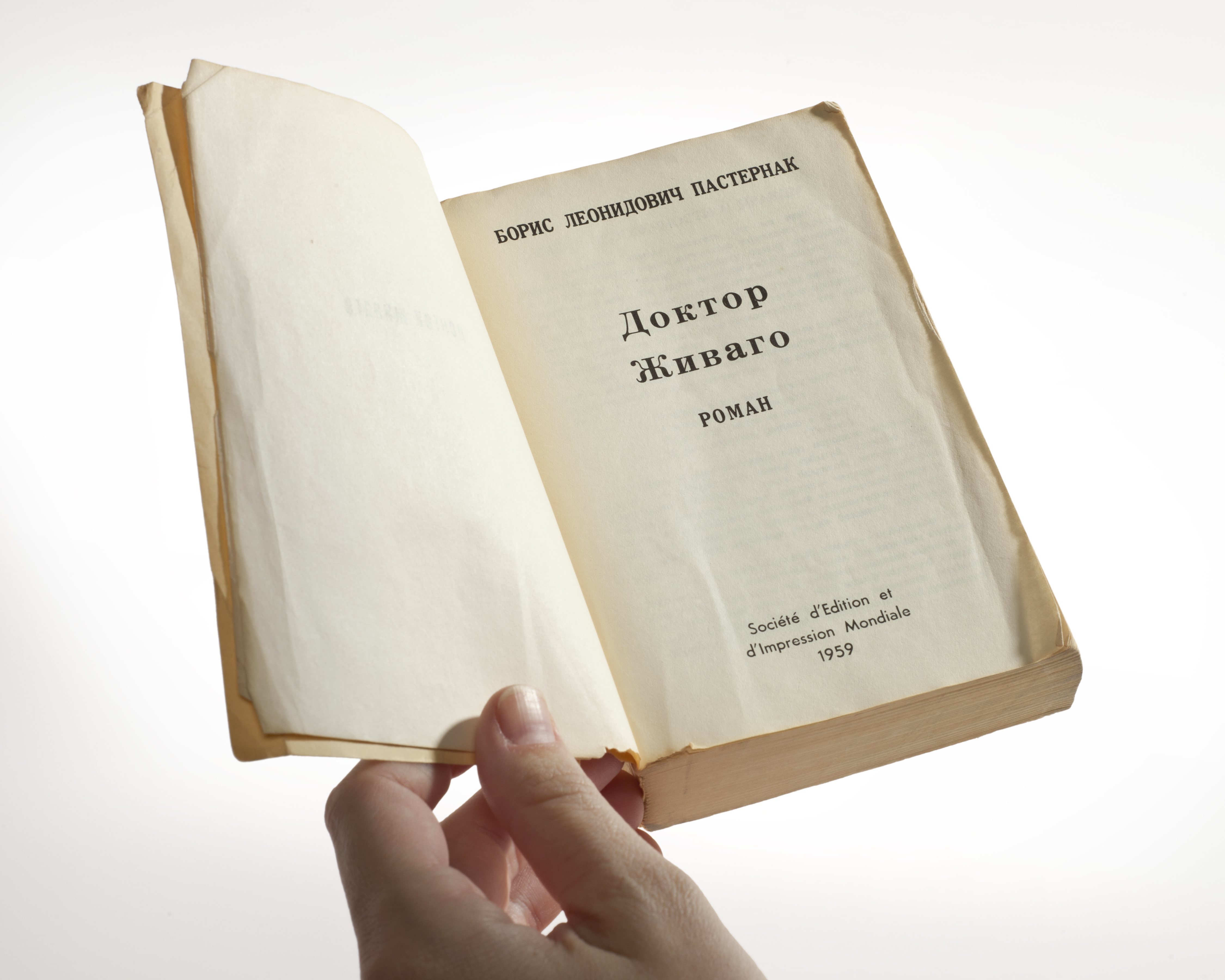
Capa da edição italiana de of Doutor Jivago, 1959.

Em 1958, Boris Pasternak publicou seu mais conhecido trabalho no mundo ocidental: o romance Doutor Jivago. O livro não pôde ser publicado na então União Soviética, devido às críticas feitas ao regime comunista na obra. Os originais do livro foram contrabandeados fora da Cortina de Ferro e editados na Itália, tornando-se rapidamente em um verdadeiro best-seller, fazendo de Pasternak ganhador do Nobel de Literatura.
Entretanto, pelo fato de ser um livro proibido pelo governo de Moscou, Pasternak foi impedido de receber o Nobel e acabou sendo obrigado a devolver a honraria. A proibição da publicação de Doutor Jivago dentro da União Soviética vigorou até 1989, quando a política de abertura de Mikhail Gorbachev, então líder da URSS, liberou a publicação da obra. Somente neste ano, os russos puderam conhecer a saga de Jivago.
Em 1965, Doutor Jivago ganhou uma adaptação para o cinema, com Omar Sharif no papel principal. O filme ficou famoso também por sua grande trilha sonora, "Lara's Theme". Entretanto, Pasternak não viveu para ver seu livro adaptado para as telas. Ele morreu em 1960. Encontra-se sepultado no Cemitério Peredelkino, Moscou, na Rússia.

## Obras seleccionadas de Pasternak

### Colectâneas de poesia
- Gémeo nas nuvens (1914)
- Sobre as Barreiras (1916)
- Temas e variações (1917)
- Minha irmã, Vida (1922)
- Nos primeiros comboios (1944)
- Poemas Selecionados (1946)
- Poemas (1954)
- Quando o Tempo Melhorar (1959)
- No interlúdio: poemas 1945 – 1960 (1962)

### Livros em prosa
- Salvo-conduto (1931)
- Nascer de Novo (1932)
- Infância (1941)
- Textos Escolhidos (1949)
- Obras Escolhidas (1945)
- Fausto de Goethe (1952)
- Ensaio sobre autobiografia (1956)
- Doutor Jivago (1957)